# Дом Цибульских
Дом Цибульских — дом в Черкассах, построенный братьями Цибульскими в конце XIX века.
В 1852 году братья Цыбульские построили за свой счет дом на углу современных улиц Байды Вишневецкого и Крещатик. Полудеревянный дом был одним из первых высотных зданий в Черкассах. В нем, как считают историки, во время ареста находился под надзором полиции Тарас Шевченко, и братья Цыбульские делали все возможное, чтобы освободить поэта из под ареста. В 1890-х здание перестроили в трехэтажный кирпичный дом, таким образом он прекрасно сохранился до наших дней. Долгое время дом сдавался в аренду под банк, магазины, парикмахерскую. В конце 1980-х годов дом братьев Цибульских был отреставрирован. Весь нижний этаж занял первый на Украине музей «Кобзаря».